# Brunate
Brunate (in lombardischer Mundart Brünàa) ist eine italienische Gemeinde in der lombardischen Provinz Como.

## Geographie
Sie hat 1596 Einwohner (Stand 31. Dezember 2023) und liegt auf einer Höhe von 715 Metern. Über den Ortsnamen gibt es mehrere Theorien.
Die Nachbargemeinden sind am Norden Blevio, am Osten, Süden und Westen Como.

## Geschichte
Erwähnt wurde die Siedlung Brunate zum ersten Mal 1240. Wie archäologische Funde belegen, wurde das Gebiet jedoch bereits im 4. Jahrhundert v. Chr. von den Kelten besiedelt. 1340 wurde das Kloster Sant’Andrea dort gegründet. Von jener Zeit an war Brunate ein abgeschiedener Religionsort, auch weil der Zugang zum Dorf sehr schwer war. Um 1817 wurde ein Maultierpfad von Como nach Brunate angelegt. Später wurden zwei Straßen aus Como und Tavernerio gebaut, die auch heute noch benutzt werden, um nach Brunate zu gelangen.
In der zweiten Hälfte des 19. Jahrhunderts wurde Brunate zu einem beliebten Ferienort für wohlhabende Mailänder, die zahlreiche Jugendstilvillen bauten. In dieser Zeit gab es in Brunate auch ein Kasino, das nach dem Zweiten Weltkrieg wieder geschlossen wurde. 1943 wurde Brunate nach Como eingemeindet, 1947 jedoch durch ein Volksbegehren wieder in eine eigenständige Gemeinde umgewandelt.
Nach dem Zweiten Weltkrieg wandelte sich Brunate von einem elitären Ferienort zu einem Ziel des Massentourismus. Heute kommen die meisten Feriengäste aus den USA und aus Japan.

## Sehenswürdigkeiten

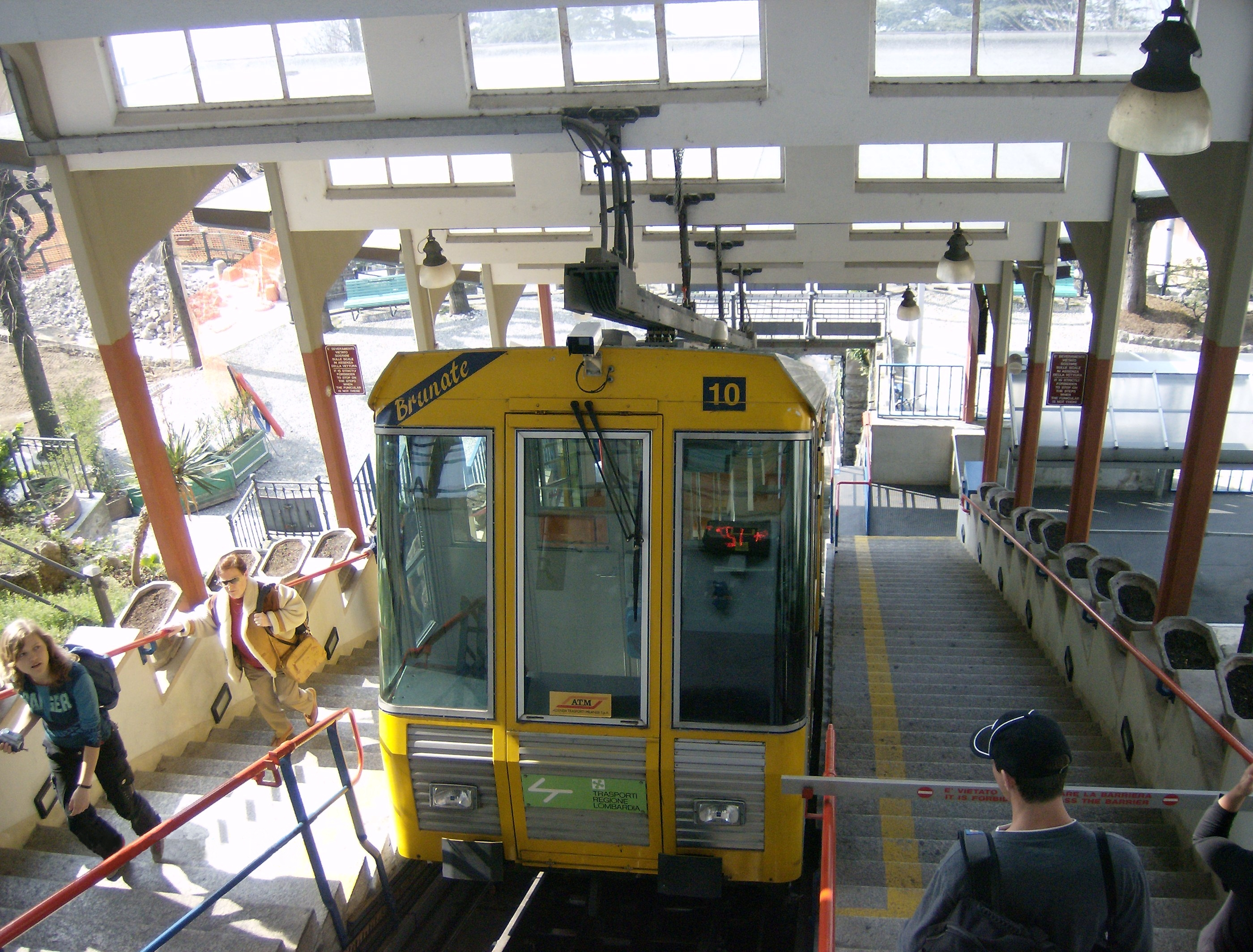
Standseilbahn Como–Brunate

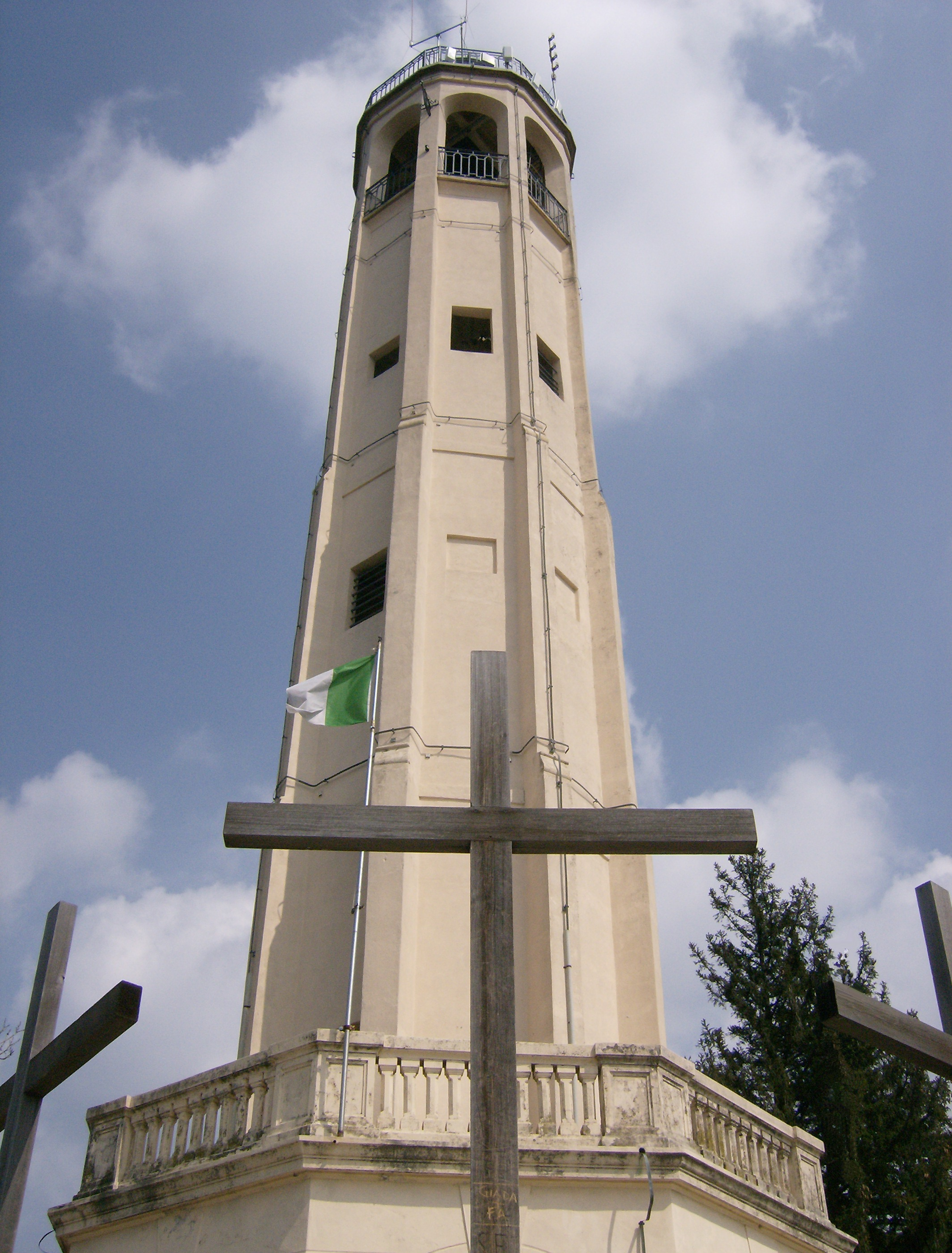
Faro Voltiano

In Brunate gibt es folgende Sehenswürdigkeiten:
- die am 11. November 1894 eröffnete Standseilbahn von Como nach Brunate, die heute noch in Betrieb ist und deren Station, die an der Piazza A. Bonacossa liegt. Der Maschinenraum kann besichtigt werden.
- die zahlreichen Jugendstilvillen, die überwiegend in der Via Pissarottino, Via Roma, Via G. Scalini und Via A. Pirotta liegen
- die Altstadt
- die Kirchen Sant’Andrea Apostolo (Pfarrkirche), Madonna di Pompei (in der Altstadt), Sacro Cuore, San Maurizio (im gleichnamigen Ortsteil) und Santa Rita
- der Faro Voltiano, ein 29 Meter hoher Leuchtturm, der 1927 anlässlich des 100. Todestages von Alessandro Volta errichtet wurde
- die wunderbaren Panoramen, wegen derer Brunate als „Balcone sulle Alpi“ („Alpenbalkon“) bezeichnet wird; An klaren Tagen hat man eine Aussicht auf die Westalpen (von denen sich besonders der Monte Rosa abzeichnet), den Apennin und die Po-Ebene.

## Wanderwege
Brunate ist auch als Start- oder Endpunkt zahlreicher Wanderwege bekannt. Besonders berühmt sind:
- die Strada Regia (Königsstraße) nach Bellagio, die 2006 wiedereröffnet wurde; Vor dem Bau befahrbarer Straßen war die Strada Regia ein wichtiger Verkehrsweg, der die Dörfer auf der Ostseite des Comer Sees verband. An diesem Weg liegen Naturdenkmäler wie die Massi Erratici (durch die Gletscherschmelze getragene Felsblöcke) und die Massi Avelli (Grabmäler aus der Langobardenzeit nach dem Niedergang des römischen Reiches), sowie charakteristische Dörfer.
- der Dorsale del Triangolo Lariano durch die Bergkette zwischen Comer See und Leccosee nach Bellagio; Dieser Weg kann auch mit dem Mountainbike befahren werden und bietet eine schöne Aussicht auf den Comer See und seine Umgebung.

## Persönlichkeiten

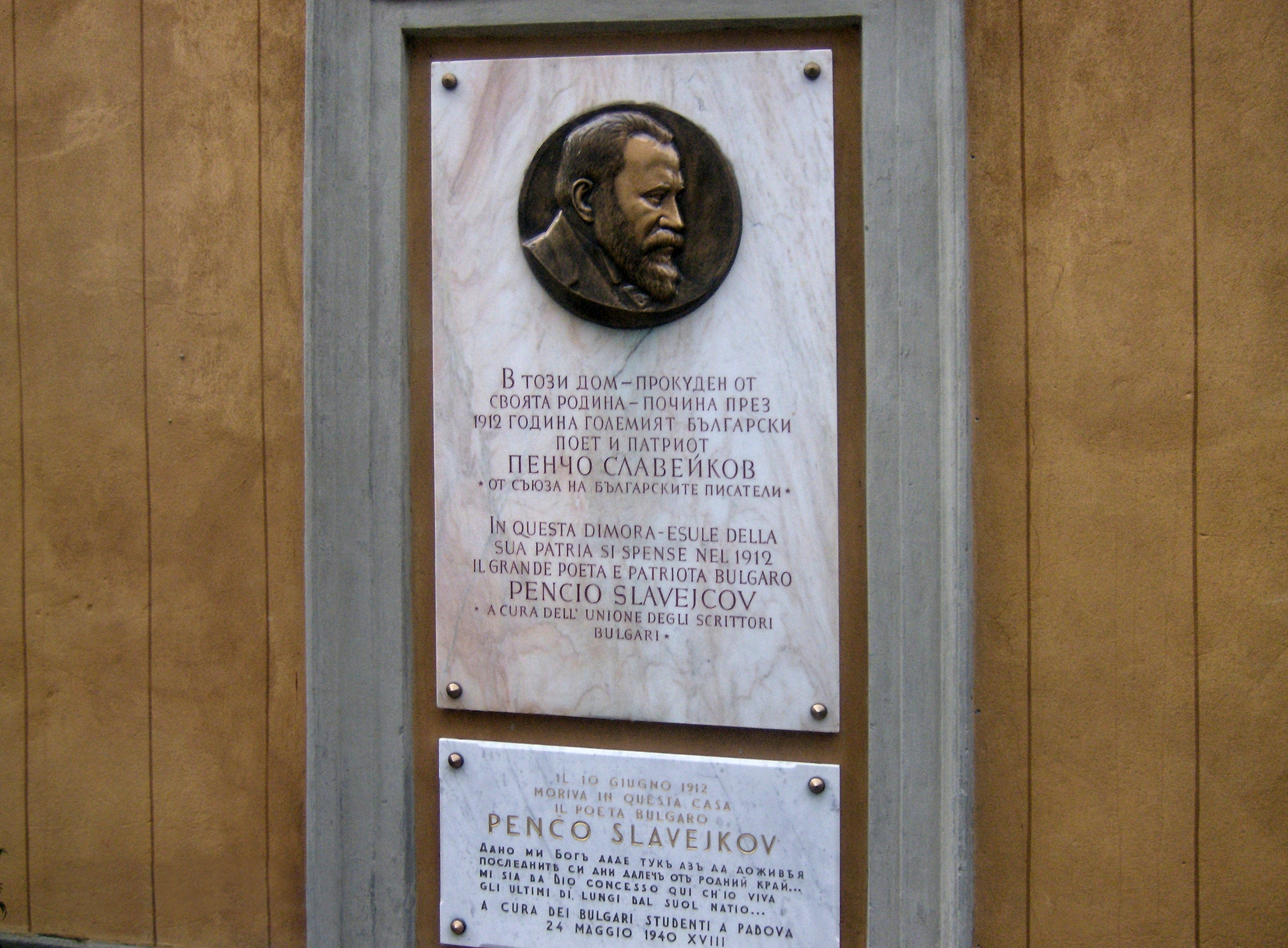
Penčo Slavejkovs Gedenksteine

- Mara Berni (* 1932), italienische Schauspielerin
- Arrigo Cappelletti (* 1949), italienischer Jazzmusiker und Essayist
- Pentscho Slawejkow, bulgarischer Dichter, starb am 10. Juni 1912 in Brunate. Zwei Gedenksteine auf einer Mauer des Hotels, in dem er starb, und eine bronzene Büste bei der Gemeindebibliothek erinnern an ihn.
- Alessandro Volta (1745–1827), Wissenschaftler
- Claudio Gentile (* 1953), Fußballspieler, lebte einige Zeit in Brunate
- Alberto Bonacossa (1883–1953), Chemiker, Sportsführer und Eigentümer der Sportzeitung La Gazzetta dello Sport, war Besitzer einer Villa in Brunate, die heute von seiner Familie bewohnt ist. Die Familie Bonacossa nahm wirtschaftlich an der Konstruktion der Bergbahn teil.